# Nationaal park Petkeljärvi
Het Nationaal park Petkeljärvi is een in Finland gelegen nationaal park op het grondgebied van de gemeente Ilomantsi in Noord-Karelië. Het werd opgericht in 1956 en is 6 km² groot. Het park ligt vlak bij de grens met Rusland en bevat fortificaties uit de vervolgoorlog, waarvan sommige gerestaureerd zijn. 
Samen met het Nationaal park Patvinsuo maakt het deel uit van het Noord-Karelische biosfeerreservaat van de UNESCO. 
Het park ligt in een heuvellandschap en bevat enkele waardevole eskers uit de ijstijd. Een ander glaciologisch overblijfsel zijn de doodijsgaten die heden ten dage gevuld zijn met vijvers en venen. Het overgrote deel van het park is bedekt met grove dennen-heidebos. De bodem is bedekt met rendiermos, rode bosbes en kraaiheide.
Het park kent een groot bestand aan bevers. Uit Rusland komen regelmatig wolven de grens overgestoken. Ook beren en lynxen worden er regelmatig waargenomen. Symbool voor Petkeljärvi is de parelduiker met zijn kenmerkende, wat sinistere roep.